# Basilosauridae
Famille
Les Basilosauridae sont une famille fossile de cétacés ayant vécu au cours de l'Éocène moyen à supérieur (étages Bartonien et Priabonien), il y a environ entre 41 et 34 Ma (millions d'années).

## Liste des genres
| Selon BioLib (31 décembre 2016) : - genre Ancalecetus Gingerich & Uhen, 1996 † ; - genre Basilosaurus Harlan, 1834 † ; - genre Basiloterus Gingerich, Arif, Bhatti, Anwar & Sanders, 1997 † ; - genre Basilotritus Goldin & Zvonok, 2013 † ; - genre Chrysocetus Uhen & Gingerich, 2001 † ; - genre Cynthiacetus Uhen, 2005 † ; - genre Dorudon Gibbes, 1845 † ; - genre Masracetus Gingerich, 2007 † ; - genre Ocucajea Uhen, Pyenson, DeVries, Urbina & Renne, 2011 † ; - genre Saghacetus Dames, 1894 † ; - genre Stromerius Gingerich, 2007 † ; - genre Supayacetus Uhen, Pyenson, DeVries, Urbina & Renne, 2011 † ; - genre Zygorhiza True, 1908 †. | Selon Paleobiology Database (février 2014) : - sous-famille Basilosaurinae (syn. Zeuglodontinae) : - genre Basilosaurus (syn. Hydrargos, Hydrarchus, Zygodon, Zeuglodon, Alabamornis, Hydrarchos), - genre Basiloterus, - genre Basilotritus ; - sous-famille Dorudontinae : - genre Ancalecetus, - genre Chrysocetus, - genre Cynthiacetus, - genre Dorudon (syn. Prozeuglodon), - genre Masracetus, - genre Ocucajea, - genre Saghacetus, - genre Supayacetus, - genre Zygorhiza ; - sous-famille Stromeriinae : - genre Stromerius. |

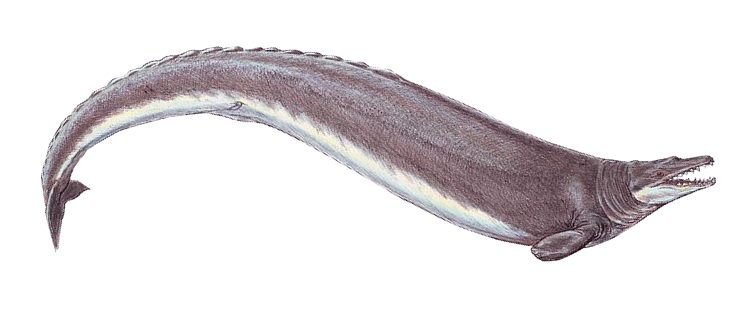
Basilosaurus
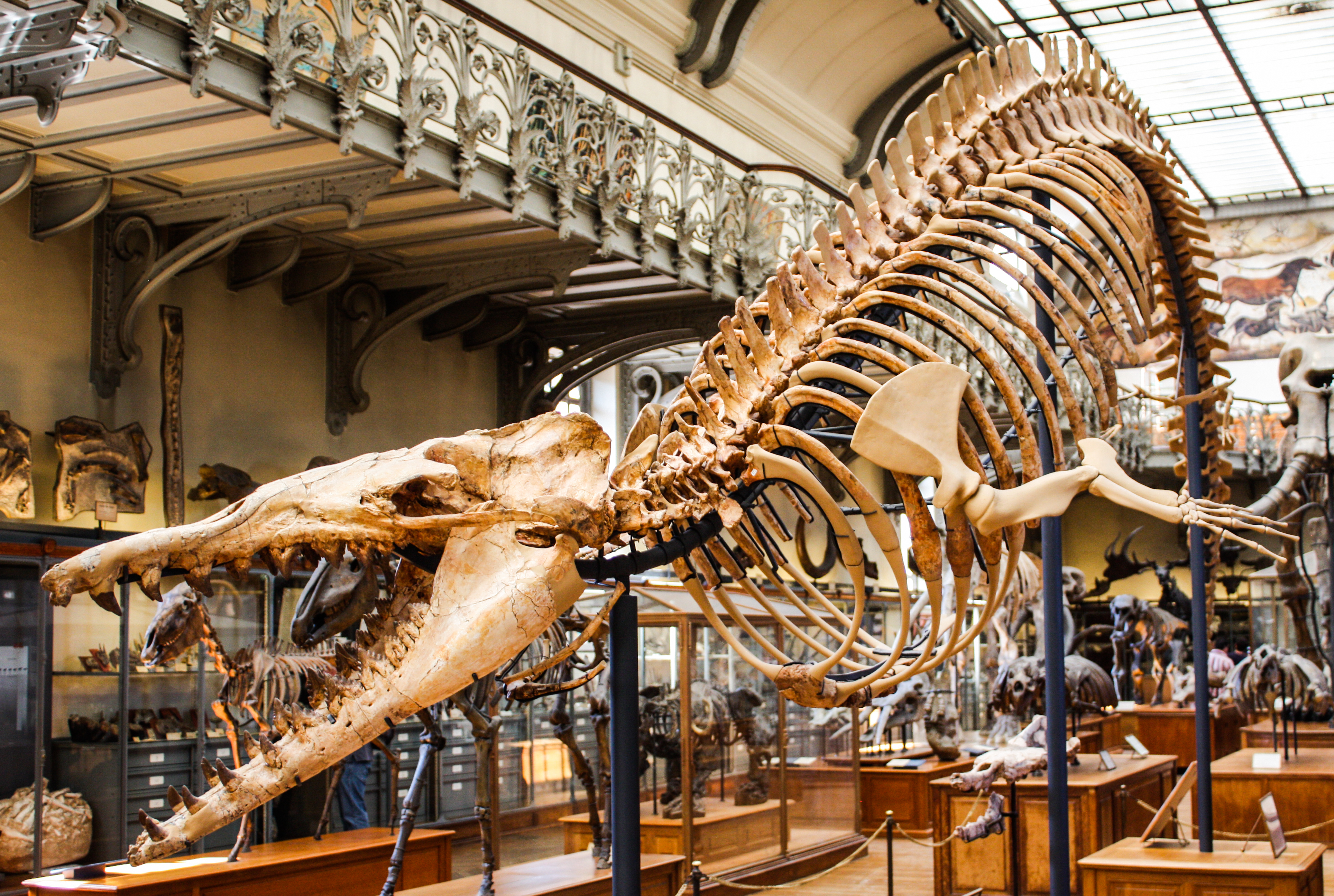
Cynthiacetus
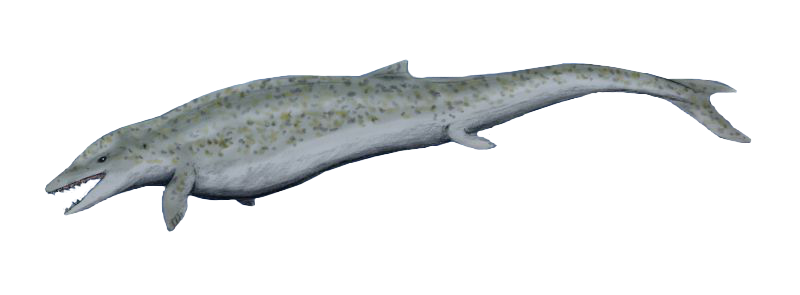
Dorudon
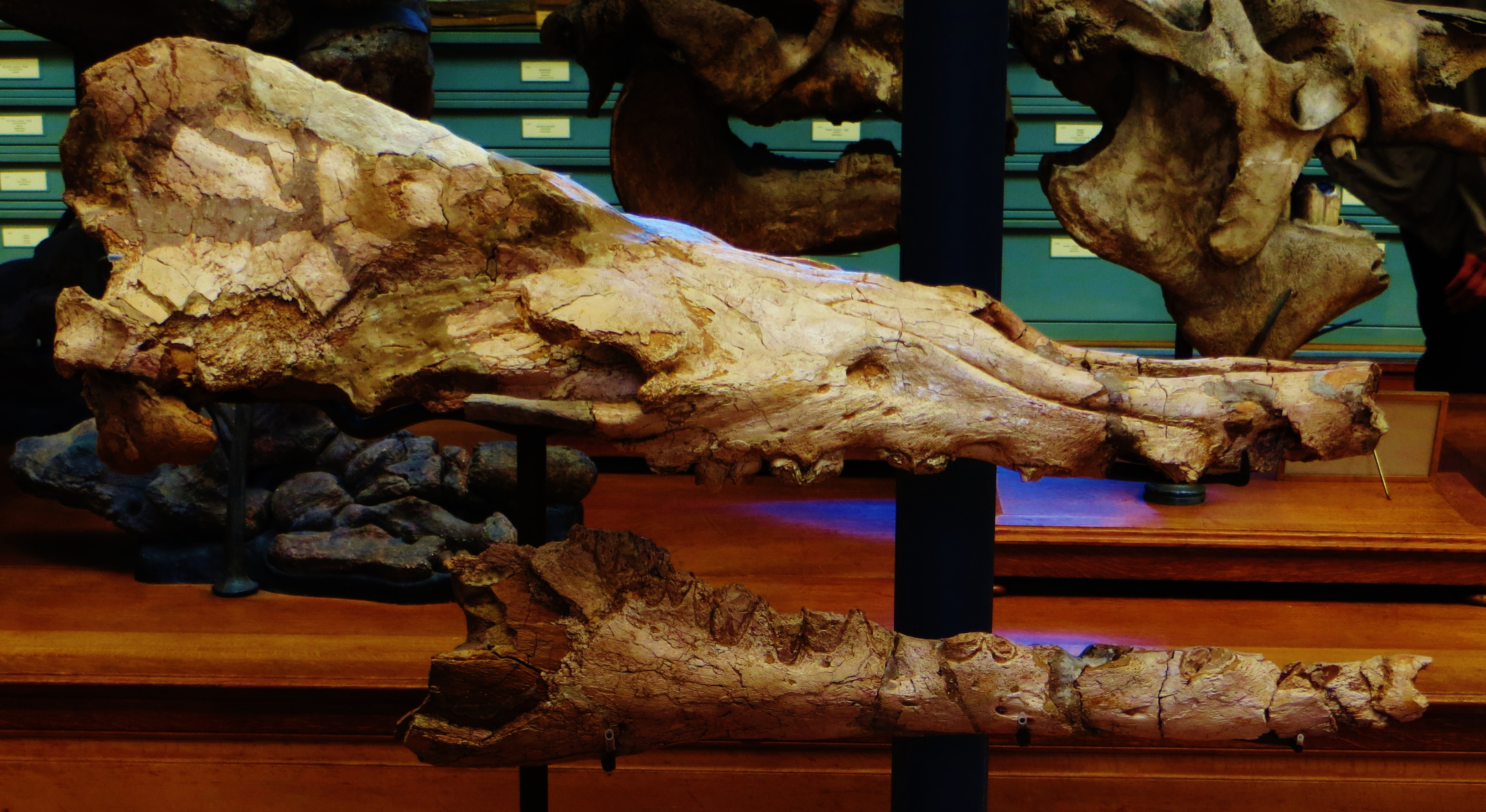
Saghacetus
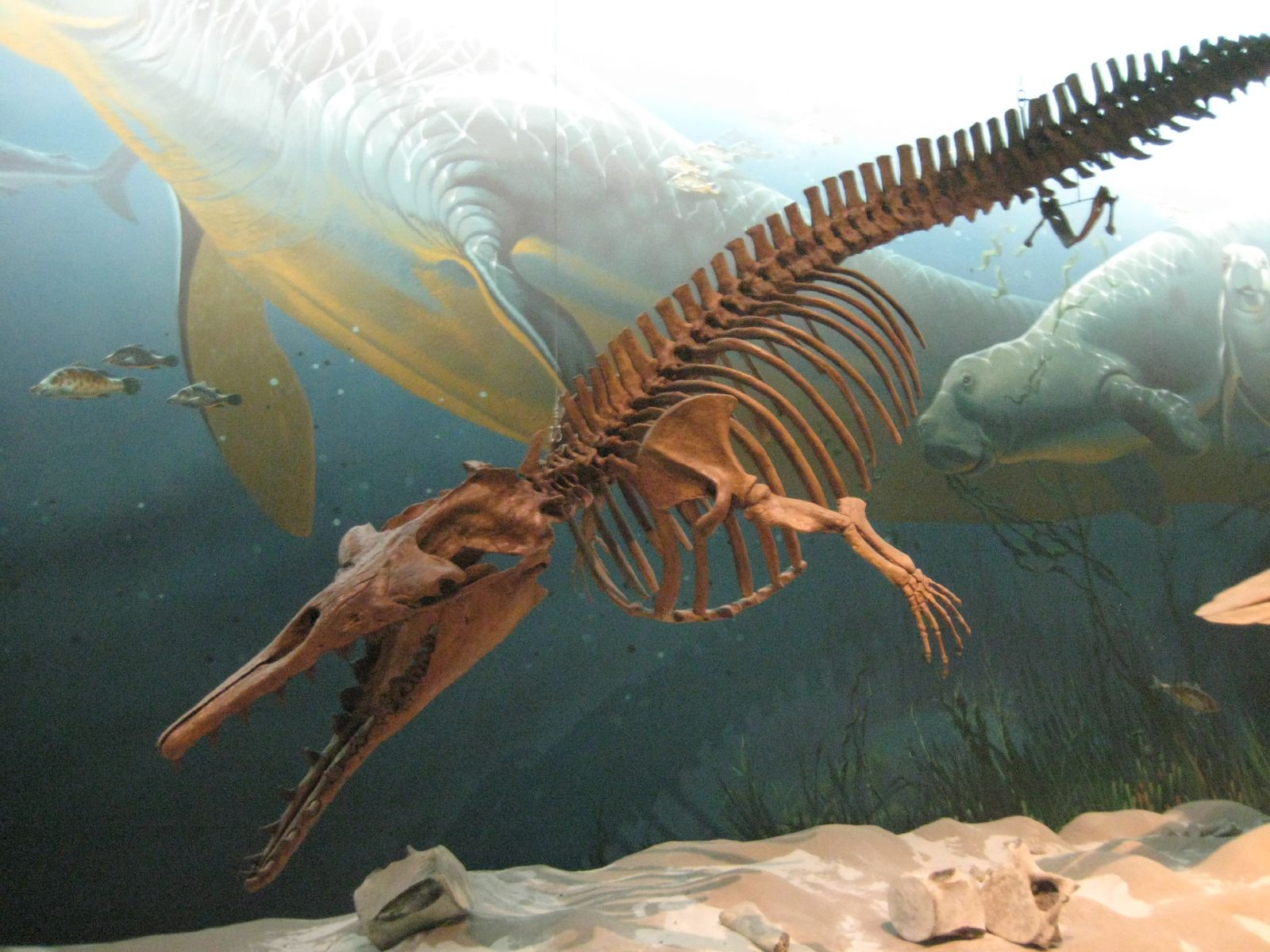
Zygorhiza